# Sidel
Sidel (Société industrielle des emballages légers) est l’un des principaux fournisseurs mondiaux des solutions pour l’emballage des liquides alimentaires : eaux, boissons gazeuses, lait, boissons sensibles, huiles, bière et boissons alcoolisées. La société produit des machines de soufflage (formage), de remplissage, d'étiquetage et de bouchonnage de bouteilles plastique, sous forme de machines individuelles ou de lignes complète, avec convoyage, filmage et palettisation (avec Gebo Cermex, filiale du groupe Sidel). Elle fournit également des services associés : conception et fabrication de moule, aide au réglage des paramètres du procédé, maintenance…
L'entreprise a été créée en 1965 au Havre (France) et a été rachetée par le Groupe Tetra Laval en 2003. Sidel est aujourd’hui l’une des trois divisions du Groupe Tetra Laval, avec Tetra Pak et DeLaval.

## Historique
Au début des années 1960, l'entreprise Lesieur envisage de conditionner l'huile dans des bouteilles plastiques en polychlorure de vinyle (PVC) plutôt que de verre, et développe les équipements pour la fabriquer. Les premières bouteilles sont faites par extrusion-soufflage, et portent le nom de DSL pour « Di Settembrini Lesieur » ; Antoine Di Settembrini avait déjà conçu des machines pour produire des contenants en polystyrène (PS : pots de yaourt ou de crème). En 1965, Lesieur crée la société Sidel, dont elle est propriétaire. 
La société anticipe sa croissance et recrute de nombreux collaborateurs, mais les ventes ne suivent pas et la machine DSL4 a des défauts. En raison des difficultés financières, Lesieur cède Sidel à Pont-à-Mousson en 1972. L'entreprise conçoit des machines pour produire des bouteilles de polyéthylène (PE). Elle est regroupée avec deux autres entreprises achetées par Pont-à-Mousson : Kaufmann, fabricant d'extrudeuses, et Billion, fabricants de presses d'injection, pour former la SMTP (Société des machines pour la transformation des plastiques). En 1977, Sidel passe un accord avec Solvay pour travailler sur le polytéréphtalate d'éthylène (PET). Dans les années 1980, la société développe des machines d'étirage-soufflage de PET, les SBO (pour « soufflage bi-orienté »). En 1987, Pont-à-Mousson annonce son intention de vendre Sidel au groupe allemand Krupp, mais les dirigeants décident d'acquérir eux-mêmes l'entreprise (management buy-out).
La société grandit au fur et à mesure du succès de la bouteille en PET. Sidel acquiert d’autres sociétés comme Cermex et Gebo, avant d’être rachetée par Tetra Laval en 2003. 
À la suite de l’acquisition de Sidel, Tetra Laval rachète également Simonazzi (située à Parme et qui appartient alors au Groupe SIG), société spécialisée dans la production de machines de remplissage de bouteilles en PET, en verre et cannettes en aluminium. Simonazzi fusionne alors avec Sidel pour former Sidel Group, un groupe en mesure de proposer à ses clients des solutions complètes pour le conditionnement des liquides alimentaires. À la suite de la crise économique des années 2008, Sidel connaît des difficultés, elle envisage une restructuration et une délocalisation en Chine afin d'obtenir un retour à l'équilibre en 2011,.
En 2013, La partie « fin de ligne » (convoyeurs et palettiseurs) est séparée de l'entreprise Sidel pour former l'entreprise Gebo Cermex, filiale du Groupe Sidel S.A.
En 2015, le groupe Tetra Laval transfert sa branche Novembal à Sidel.
Cette même année 2015, l'entreprise annonce un plan de licenciement collectif, et donc de fait d'un plan de sauvegarde de l'emploi (PSE) pour son site d'Octeville-sur-Mer,. Pour la direction du groupe, il s'agit de mettre en place une « organisation simplifiée [qui] permettra aux employés de Sidel à travers le monde de fournir une expertise plus approfondie au bon endroit au bon moment […].  Ces changements proposés s'inscrivent dans le cadre de notre stratégie à long terme visant à fournir les meilleurs équipements et solutions de lignes complètes PET ». Le p.-d.g. Mart Tiismann démissionne le 31 décembre 2015 et est remplacé par Sam Strömerstén, pendant le déroulement du PSE. Cette même année, le siège administratif est transféré de Zoug (Suisse) à Parme (Italie). 
En 2019, à la suite de la décision de Sam Strömerstén de quitter son poste après plus de trois ans en tant que p.-d.g., le conseil d’administration du Groupe Tetra Laval a nommé Mme Monica Gimre, présidente et chef de la direction du Groupe Sidel, à compter du 1er juillet.
En octobre 2022, l'entreprise annonce qu'elle va fermer son site de Lisieux à la fin de l'année 2023. Le site, anciennement Ouest conditionnement puis Cermex, fabrique les fardeleuses. Cela déclenche une série de grèves. En mai 2023, l'inspection du travail rejette le plan de sauvegarde de l'emploi. La Dreets valide le plan de sauvegarde de l'emploi le 13 juillet 2023, la fermeture étant prévue pour novembre.
Le 28 juillet 2023, Sidel annonce qu'elle ferme ses usines Novembal en Amérique du Nord, licenciant 100 personnes.

## Produits
Le Groupe Sidel conçoit et fabrique des lignes complètes de conditionnement dans trois grandes familles d’emballage : bouteille de verre, bouteille plastique et boîte-boisson métallique. 
Sidel fabrique ainsi des équipements de soufflage pour bouteilles en PET, des équipements de remplissage, d’étiquetage, de fardelage, de palettisation, ainsi que des carbonateurs, des mixeurs et des pasteurisateurs. 
Sidel fournit également à ses clients des solutions de conception d’emballage, d’ingénierie de ligne et des services associés.
Sidel a déposé plusieurs brevets d'innovation, en particulier :
- Actis, un procédé consistant à créer une barrière permettant de mieux préserver les qualités du produit, par un dépôt plasma de carbone[23] ;
- Predis, un procédé de décontamination « à sec » (sans avoir recours à des désinfectants liquides), utilisant des vapeurs de peroxyde d'hydrogène activées dans le four[24],[25],[26], qui a reçu le prix Ringier Technology Innovation Awards[27].

## Activité
Sidel collabore avec les plus grands noms de l’industrie alimentaire, dont Coca-Cola, PepsiCo, Danone, Nestlé, Heineken, Refresco. Sa base installée comprend plus de 30 000 machines dans 190 pays. 
Le Groupe est présent sur tous les continents, avec des sites de production dans 12 pays et des filiales commerciales et de services techniques dans 28 pays. Sidel s’affirme comme un groupe multiculturel, dans lequel travaillent une soixantaine de nationalités différentes.

## Structure du groupe Sidel
- Sidel Filling Aseptic (no  SIREN 662 950 336) radiée le 31/12/2009
- Sidel Services (409 753 811)
- Sidel Holding (378 141 177)
- Sidel Participations (365 501 089) Holding
- Sidel Management (422 550 905) radiée le 14/05/2012
- Sidel Corporate (480 107 515) radiée le 19/01/2009)